# Brzydkie kaczątko (serial animowany)
Brzydkie kaczątko (hiszp. El Patito Feo, ang. The Ugly Duckling) – hiszpański serial animowany wyprodukowany w latach 1997-1998 przez Neptuno Films w reżyserii Josepa Viciana.

## Wersja polska
W Polsce serial był emitowany w TVP 1 w latach 2000-2001 z polskim dubbingiem. Pierwszy odcinek wyemitowano 2 kwietnia 2000, a ostatni pierwszej serii  10 czerwca 2001. 
Powstała też wersja pełnometrażowa wydana na VHS przez Cass Film.

## Lista odcinków

### Seria I
- 1. Urodziny (El nacimiento)
- 2. Aventura en el bosque
- 3. Incendio en la granja
- 4. La escuela
- 5. El entrenamiento
- 6. La gran prueba
- 7. Mil peligros
- 8. Los campeones
- 9. El libro de Merlín
- 10. Un viaje mágico
- 11. La caza
- 12. El patito enamorado
- 13. Solo bajo la Luna
- 14. Una patita en la granja
- 15. Un día feliz
- 16. Ślub Pelasi (La boda de Pati)
- 17. El pollito gafe
- 18. Wiejskie podwórko w niebezpieczeństwie (La granja en peligro)
- 19. La batalla final
- 20. El lago seco
- 21. Egzamin (El examen)
- 22. El copión
- 23. La marcha de Feo
- 24. Rafting
- 25. La montaña de la calavera
- 26. Zakochany Nico (Nico se enamora)
- 27. El fantasma del lago
- 28. Zaczarowana jaskinia (La cueva encantada)
- 29. Tajemnicze jajko (Un huevo de menos)
- 30. Buscando el pasado
- 31. Wypadek w kopalni (Terror en la mina)
- 32. Fałszywy list (La carta falsa)
- 33. Wyjazd na biwak (Vamos de colonias)
- 34. Trzy życzenia (Los tres deseos)
- 35. El bromista
- 36. Nawiedzony dom (La granja encantada)
- 37. Złodziej na folwarku (Un ladron en la granja)
- 38. Powrót Pelasi (El retorno de Pati)
- 39. Film (La pelicula)
- 40. Promienie niezgody (La maquina de la discordia)
- 41. Trująca palma (La mancha toxica)
- 42. Niegrzeczny miś (El oso incordioso)
- 43. Vaya dia
- 44. La llave de los secretos
- 45. Czarodziej Zorko (El mago Zorco)
- 46. El canto del gallo
- 47. Muzyczny festiwal (El festival usical)
- 48. Super prosiak (Super Nico)
- 49. Knowania i podstępy Łapserdaka (El aullido del lobo)
- 50. Robot policjant(El robot policia)
- 51. El pequeño blub
- 52. Góra Bałwanków (La montaña de los muñecos de nieve)

### Seria II
1. Regalos de navidad
2. Un final feliz
3. El usurero
4. Historia de navidad
5. El dragon chino
6. Las plantas comeinsectos
7. ¡Socorro!
8. ¡Vaya picnic!
9. La nave de los pingüinos
10. El rapto
11. Pobres comadrejas
12. El pariente
13. El alcalde de la granja
14. El cavernicola
15. El videojuego
16. La oruga Fea
17. Calixto millonario
18. Terror en la niebla
19. Los fantasmas del pantano
20. La granja loca
21. El tesoro del pirata
22. Los aventureros
23. El farsante
24. Concurso de genios
25. Vaya cacharros
26. Chiflados al volante
27. La loca carrera
28. Viaje al país de la música
29. Un rey en la granja
30. Concurso de cocina
31. Pánico en Alaska
32. Combate de boxeo
33. El cobarde
34. Nico y Feo detectives
35. El hada de la luna
36. El fauno enamorado
37. La princesa Fea
38. El bosque de los árboles vivientes
39. El chivato
40. Un problema de peso
41. Somos modernos
42. La caja de Pandora
43. El monstruo
44. La termita voraz
45. Esquivando todos los peligros
46. Una hora de terror
47. El dragón de San Lorenzo I
48. El dragón de San Lorenzo II
49. Los falsos pitágoras
50. Viaje al país de la muerte
51. Los cazadores
52. Un cisne en la granja